# Toyota Tennis Classic 1981
Toyota Tennis Classic 1981 - жіночий тенісний турнір, що проходив на закритих кортах з килимовим покриттям в Атланті (США). Належав до турнірів 2-ї категорії в рамках Toyota Series 1981. Відбувся вшосте і тривав з 21 вересня до 27 вересня 1981 року. Перша сіяна Трейсі Остін здобула титул в одиночному розряді й отримала 75 рейтингових очок.

## Фінальна частина

### Одиночний розряд
Трейсі Остін —  Мері-Лу П'ятек 4–6, 6–3, 6–3
- Для Остін це був 6-й титул в одиночному розряді за сезон і 27-й — за кар'єру.

### Парний розряд
Лора Дюпонт /  Бетсі Нагелсен —  Розмарі Казалс /  Кенді Рейнолдс 6–4, 7–5

## Рейтингові очки
| Дисципліна       | П  | F  | ПФ | ЧФ | 1/8 | 1/16 |
| Одиночний розряд | 75 | 50 | 35 | 20 | 10  | 3    |

## Нотатки
1. ↑  Турніри з призовими для жінок принаймні 75 тис. доларів.[1]